# 宋必満
宋 必満（ソン・ピルマン、朝鮮語: 송필만/宋必滿、1887年12月3日または1890年 - 1978年7月23日）は、日本統治時代の朝鮮の独立運動家、大韓民国の政治家。制憲韓国国会議員、第5代国会参議院議員。初代韓国大統領の李承晩の側近であった。
本貫は礪山宋氏。別名は鳴皐。

## 経歴
京畿道利川郡長湖院生まれ、忠清北道鎮川郡出身。1908年ごろに新学問を学ぶために渡日し、正則英語学校中等科、中央大学法学部卒。帰国後の1919年に延禧専門学校の法律教授となり、4年間在職した。その後は法律研究のために渡米しようとしたが、東京で関東大震災での朝鮮人虐殺を目撃し苦境に陥った。その時、アメリカ人の宣教師の力を借りてハワイに密航し、そこで李承晩と知り合ってそのまま滞在し、1924年6月までに大韓人同志会の総務として機関誌『太平洋雑誌』を発刊し、関東大震災での朝鮮人虐殺の真相を宣伝した。1924年7月にロサンゼルスに到着し、マンテカ教会傘下の韓国語学校の教師を務めながら、サウスウエスト・コレッジで学んだ。1925年4月、ロサンゼルス共同会の一員として上海臨時政府の欧米委員部の解散命令に反対する声明を発表した。以降は李承晩と行動を共にし、ワシントンで李の秘書を5年間務めたほか、1928年にアメリカン大学で学士号を取得し、1931年6月にまたハワイに渡航し、『太平洋週報』を発行しながら李承晩の勢力拡大のために活動した。1932年半ばに朝鮮に帰国したが、弾圧が激しかったため、故郷の鎮川郡梨月面で農業に従事した。
解放後の1945年9月7日に大韓民国臨時政府を支持する右翼陣営の「国民大会準備会」の常任委員と組織部長を務め、韓国民主党の結成に発起人として参加した。1945年10月18日に『朝鮮独立運動史』の編纂発起人会に参加し、同月22日に韓国志士迎接委員会常任委員に委嘱され、李承晩らの帰国を迎えた。李の帰国後は敦岩荘でその秘書を務め、主に財政分野を担当した。1945年12月には大韓国民総会発起人と臨時政府のための「愛国金献誠会」中央委員として活動し、信託統治反対運動を行った。1946年2月末に「大韓国民代表民主議院」を結成する時に庶務局員に選ばれ、同年4月に大韓独立促成国民会地方部部長、同年10月に韓国民主党中央常務執行委員、1947年9月に常任委員に選任された。1948年5月10日に実施した初代総選挙では鎮川郡選挙区から韓国民主党の候補として出馬し当選し、6月に国会法制司法委員会に所属した。1949年6月17日、韓国民主党の後身である民主国民党の党員として在韓アメリカ軍事顧問団の設置を歓迎する声明書に押印し、7月に反民族行為特別調査委員会の委員が改選した時に副委員長に選出された。同年10月に民主国民党常務執行委員に選出され、1950年4月に趙炳玉を後任の国務総理に推薦する連署に署名した。1953年11月に民主国民党中央常務委員、1955年9月に民主国民党中央委員、1958年に民主党中央常務委員、1959年に民主党忠清北道道党委員長を務めた。
4・19革命以後の1960年8月に行われた第5代総選挙では参議院の忠清北道選挙区から民主党の候補として当選し、1960年8月に参議院で国会法審議委員に委嘱された。1961年の5・16軍事クーデターの後は政治浄化法により政治活動が禁止されたが、1963年2月に解禁され、民政党に入党した。1963年に民政党中央委員・監察委員長に選任され、1964年3月に対日屈辱外交反対汎国民闘争委員会指導委員、1965年3月に民政党監察委員、1966年に新韓党党紀委員長、1968年に大学財団漢陽学院の理事などを歴任した。1970年に新民党を脱退し、1972年に制憲同志会の会員として十月維新を支持する声明の発表に参加した。
1978年7月23日にソウル市麻浦区の自宅で死去。92歳没。